# 王範 (崇禎進士)
王範（？—17世紀），字君鑑，號慕吉，四川成都府內江縣人，明朝、南明政治人物。

## 生平
王範是萬曆四十六年（1618年）舉人，崇禎四年（1631年）成辛未科進士，獲授丹陽縣知縣，任內疏通練湖漕運，在堤壩種植楊柳，公餘時只在官署後的房間休息。崇祯十年升任貴州道監察御史，十二年巡按浙江，期間嚴厲處理問題，因此忤逆權貴轉任僉事，很快致仕。張獻忠攻陷四川，他繞道前往謁見隆武帝，改官廣東道御史，巡按上遊，不久罷官；福京失陷，他在丹陽縣隱居，旱災時供應糧食給平民。

## 家族
子王蕃、王宣皆登科第。

## 引用
1. 1 2  錢海岳《南明史·卷四十八·列傳第二十四》：（隆武）時先後巡按下遊者：王範、高允茲。範，字君鑑，內江人。崇禎四年進士，授丹陽知縣，復練湖以通漕，修隄徧植楊柳。遷陝西道御史，以敢言稱，已憂歸。張獻忠入蜀，崎嶇滇、黔，謁福京，改廣東道，巡按上遊，未幾罷。福京亡，隱丹陽，久之卒。
2. ↑  同治《內江縣志·卷三·選舉》：（萬曆）戊午科（舉人）……王範 見甲科
3. ↑  《崇祯四年辛未科进士三代履历》：王範，慕吉，礼记，丙午三月二十五日生。内江人，戊午二十八，会二百七十六，三甲九十六名。户部政，授丹阳知县，丁丑行取，钦选贵州道御史，己卯浙江巡按。曾祖柏，庠生。祖之居，教受。父家栋，庠生。
4. ↑  同治《內江縣志·卷七·人文下》：王範 字慕吉，崇禎辛未進士。知丹陽縣，操持清白，遇事勤敏，公餘寢處廨後一室，三年未嘗入內。行取御史，巡按浙江，風裁峻厲，以忤時相轉僉事。蜀亂，寓居丹陽，人素德之，歲時贍薪米不絕，子于蕃、于宣俱登科第。